# Massif de Gorbeia
Le massif de Gorbeia est situé à la limite de l'Alava et de la Biscaye dans la chaîne des Montagnes basques.
Ses sommets les plus hauts sont le Gorbeia 1 481 m, l'Aldamin 1 373 m et l'Arroriano, 1 341 m.

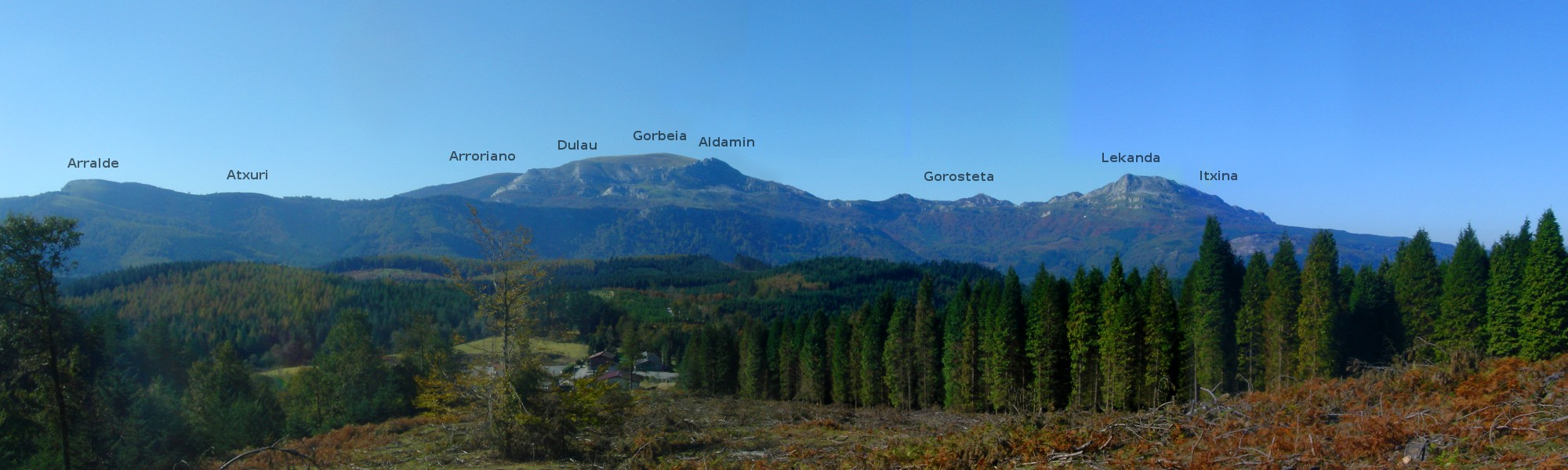
Vue du massif de Gorbeia depuis le col de Barazar.